# アタオコロイノナ
アタオコロイノナ（Ataokoloinona (at'-u-awk-oh-loi-noh'-nu)）は、マダガスカル島の南西部に伝えられる、とされる神話の神である。
名前は、現地の言葉で「何だか変てこりんなもの」を意味する。

## アタオコロイノナの伝説
下記は、『新大陸の神話』（1959年、みすず書房）よりマックス・フォーコンネ執筆「アフリカの神話」において紹介された、いかにして人間が現れたか、いかにして死と雨が始まったかを物語る伝説の概要である。
昔、ヌドリアナナハリという神が、息子であるアタオコロイノナを地上に遣わし、地上で生物を創造できるかどうか調査させようとした。ところが、アタオコロイノナが地上に着くと、あたりは酷熱で包まれており、驚いたアタオコロイノナは涼気を求めて地中に潜って行ってしまった。こうしてアタオコロイノナは二度と地上に現れなくなってしまった。
その後、いつまでたっても息子が戻ってこないため、ヌドリアナナハリは、アタオコロイノナの捜索のため地上に家来を遣わした。これが人間の先祖であるとされる。
家来たちは地上に降り立ってアタオコロイノナを捜索を試みたが、アタオコロイノナは発見されなかった。また、地上は燃えるように熱く、一滴の雨も降らないために地面が乾ききり、どんな植物も生えないような不毛の土地であったため、家来たちは惨めな生活を送っていた。
人間たちは、いくら探しても無駄だと悟り、その残念な結果を報告するとともに、ヌドリアナナハリから新しい指示を仰ぐために代表者を天に派遣した。大勢の者が天に派遣されたが、誰一人として地上に帰ってこなかった。これが死であるとされる。アタオコロイノナが見つからず、ヌドリアナナハリからの新たな指令も届かないので、現在も人間は天に使いの者を送り続けている。
一方で、ヌドリアナナハリは、人間たちが根気よくアタオコロイノナの捜索を続けていることを労うために、雨を降らして地上を涼しくし、人間たちの食料として必要な植物を栽培することを助けている。これが恵みの雨の起源である。

## 北杜夫との関係
北杜夫（1927-2011）が1960年（昭和35年）に書いた著作『どくとるマンボウ航海記』の冒頭部分で、変わり者の友人を紹介する前置きとして、アタオコロイノナが次のように紹介された。
その後、アタオコロイノナは嘘や暗号の類であると考えた読者からの手紙を受け取ったため、『どくとるマンボウ訂正など』において、アタオコロイノナについて「これはちゃんとマダガスカル島の伝説に出てくる本当の名前だから、暗号なんぞではない。」と述べている。さらに、『どくとるマンボウ昆虫記』においても、「変ちくりんな虫」の章で「これはマダガスカル南西部に残る正当な伝説である。」と説明し、前節のようなアタオコロイノナの伝説を続けて書いている。
また、1975年（昭和50年）7月にマダガスカルに旅行した際の紀行文では、「しかし、私のもっとも知りたかったアタオコロイノナについては正体がわからなかった。アタオイノナというと『なにか御用ですか？』の意だとＴ青年が言っていたが。」と記している。

## 研究の進展
従来は北杜夫の著作以外の登場が無いこと、日本で刊行された多くの研究者のフィールドワークの報告や様々な神話集・伝承集などに一切記述が無いことなどから、実際は北杜夫の創作した神であると考えられてきた。
これに対し元東邦大学薬学部非常勤講師の長谷川亮一は、Googleブック検索で “Ataokoloinona” を検索してみたところ、北杜夫が『どくとるマンボウ昆虫記』で紹介したものとほぼ同じ内容の話を南西マダガスカルにつたわる神話として記載した英語の文献を見つけることができたため、アタオコロイノナの伝承は北杜夫の創作ではないだろうと結論付けている。
ただし、長谷川自身も「オリジナルの記録にまで遡っているわけではないので、マダガスカルに本当にそういう伝承が存在するのかまでは確定できていません（可能性としては低いと思いますが、最初の報告の段階で嘘もしくは誤りが含まれている可能性もあるので）。」と述べており、この点に関しては今後の研究の進展が待たれる部分である。
なお、現地人に聞いた話として「（現地の人でもアタオコロイノナのことは）ぜんぜん知らない。アタオコロイノナという名前も解釈できない。マダガスカルのどこですか？　方言としか考えられない」として、「（アタオコロイノナは）やはりどくとるマンボウお得意の口から出任せだったようである。」と記したサイトが存在するが、たとえ現地人であってもその国や地域の全ての伝承に精通しているわけではなく、その現地人の発言が直ちに「北杜夫の口から出任せ」の根拠とはなりえない。